# .mh
.mh là tên miền Quốc gia cấp cao nhất (ccTLD) của Đảo Marshall. Trang web đăng ký không được cập nhật từ năm 1997, và cơ chế đăng ký tên miền đăng trên trang nhắc đến việc tải về một mẫu InterNIC giờ đã là liên kết chết. Tìm bằng Google cho thấy không có trang nào có tên miền.mh ngoài trang đăng ký.